# Otto Dowidat
Otto Dowidat (* 27. Oktober 1896 in Remscheid; † 4. Juli 1975 ebenda) war ein deutscher Politiker (FDP) und Unternehmer.

## Leben und Beruf
Nach der Volksschule absolvierte Dowidat eine Schlosser- und Dreherlehre. Ab 1914 nahm er als Kriegsfreiwilliger am Ersten Weltkrieg teil. 1919 war er Mitbegründer des Werkzeugherstellers Gedore (für GEbrüder DOwidat REmscheid). Im Zweiten Weltkrieg war er Leiter der „Arbeitsgruppe Schraubenschlüssel“ im Reichsministerium für Rüstung und Kriegsproduktion. Nach dem Krieg wurde er für 18 Monate interniert. Nach der Freilassung aus der Internierung baute er die Gedore wieder auf. Sein inzwischen ebenfalls verstorbener Sohn Karl machte aus Gedore einen Weltkonzern, der sich noch heute im Familienbesitz befindet.
Partei
Während der NS-Zeit gehörte Dowidat der NSDAP an. Nach 1945 trat er der FDP bei und wurde Mitglied des nordrhein-westfälischen Landesvorstandes.
Abgeordneter
Dowidat war von 1957 bis 1961 Mitglied des Deutschen Bundestages. Er ist über die Landesliste Nordrhein-Westfalen in den Bundestag eingezogen.